# Plus fort les guitares
Albums de Raoul Petite
Moulé à la louche
(1991) Tête de Kran
(1995)
Plus fort les guitares est le cinquième album de Raoul Petite et leur premier live, format CD (72 min). Il offre aux fans le souvenir de leurs meilleurs moments en concert. Les chanteuses sont nouvelles. Iréne, Agnès et Sylvie remplacent Odile, Marjorie et Marie-Line. Fabien arrive au trombone, Bruno et Jean-Baptiste s'en vont.

## Liste des titres
1. "Le king de l'asphalte" (6:08)
2. "Les pâtes noires" (4:17)
3. "Pig nose" (4:00)
4. "Cannibal pigs" (3:23)
5. "Bubble gum" (7:25)
6. "Niourk-Niourk l'eskimo" (7:30)
7. "Le muet" (3:46)
8. "Gringo" (5:40)
9. "Donde esta tu madre" (5:28)
10. "Fly destroyer" (3:14)
11. "Le cobra" (2:57)
12. "Plastic people" (6:09)
13. "Tu me regardes" (11:47)

## Membres
- Carton (Christian Picard) : chant.
- Iréne Porcu : chant.
- Agnès Puget : chant.
- Sylvie Xamena : chant.
- Fabien Cartalade : trombone.
- Momo (Maurice Ducastaing) : saxophone.
- Alain Nicolas : clavier.
- Marc Ceccaldi : guitare.
- Fred Tillard: guitare.
- Freddy Simbolotti : basse.
- Pépou Mangiaracina : batterie.